# Breithorn
O Breithorn, literalmente Corno largo, é uma montanha que faz de fronteira Itália-Suíça com o Vale de Aosta do lado italiano e o Valais do lado suíço, mas faz parte dos Alpes valaisanos. Com 4 164 m faz parte dos cumes dos Alpes com mais de 4000 m.

## Geografia

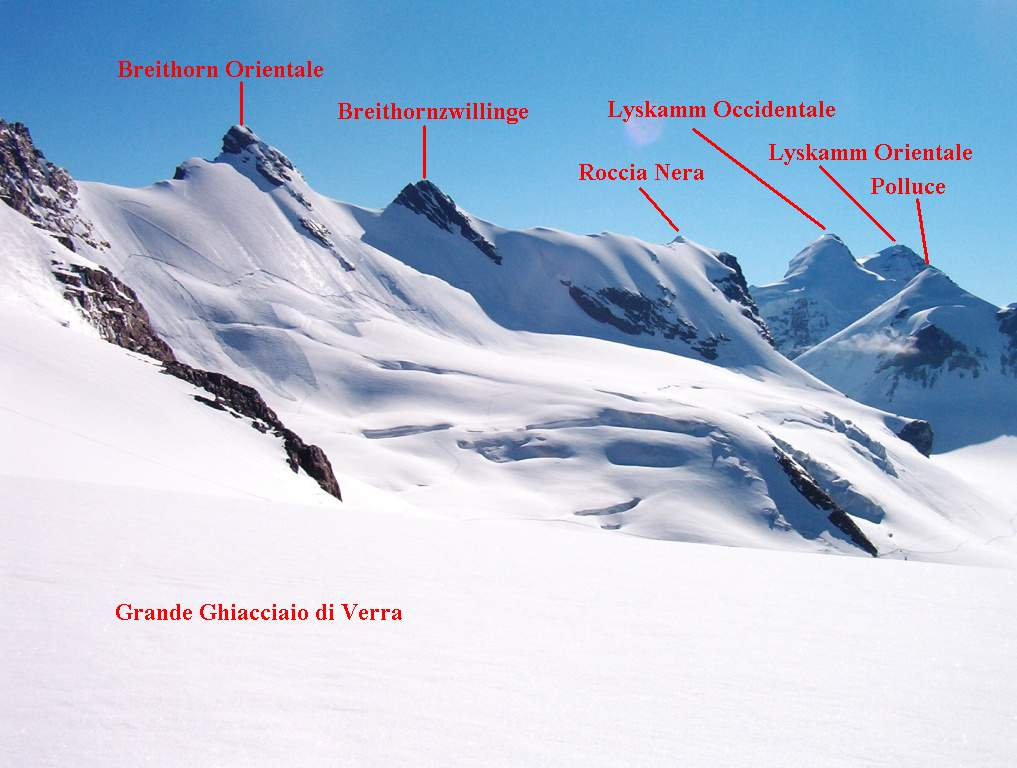
Os picos do Breithorn

O Breithorn é composto por cinco cumes principais:
- o Breithorn ocidental (4 164 m)
- o Breithorn central (4 160 m)
- o Breithorn oriental (4 139 m)
- o Breithornzwillinge (4 106 m)
- o Schwarzfluh/Roccia Nera (4 075 m)

## Ascensão
A sua ascensão é fácil visto que um teleférico leva os alpinistas que o desejam até ao cimo do Petit Cervin a 3 820 m
A primeira ascensão teve lugar a 13 de Agosto de 1813 por Henry Maynard avec Joseph-Marie Couttet, Jean Gras, Jean-Baptiste et Jean-Jacques Érin